# IMO-Nummer

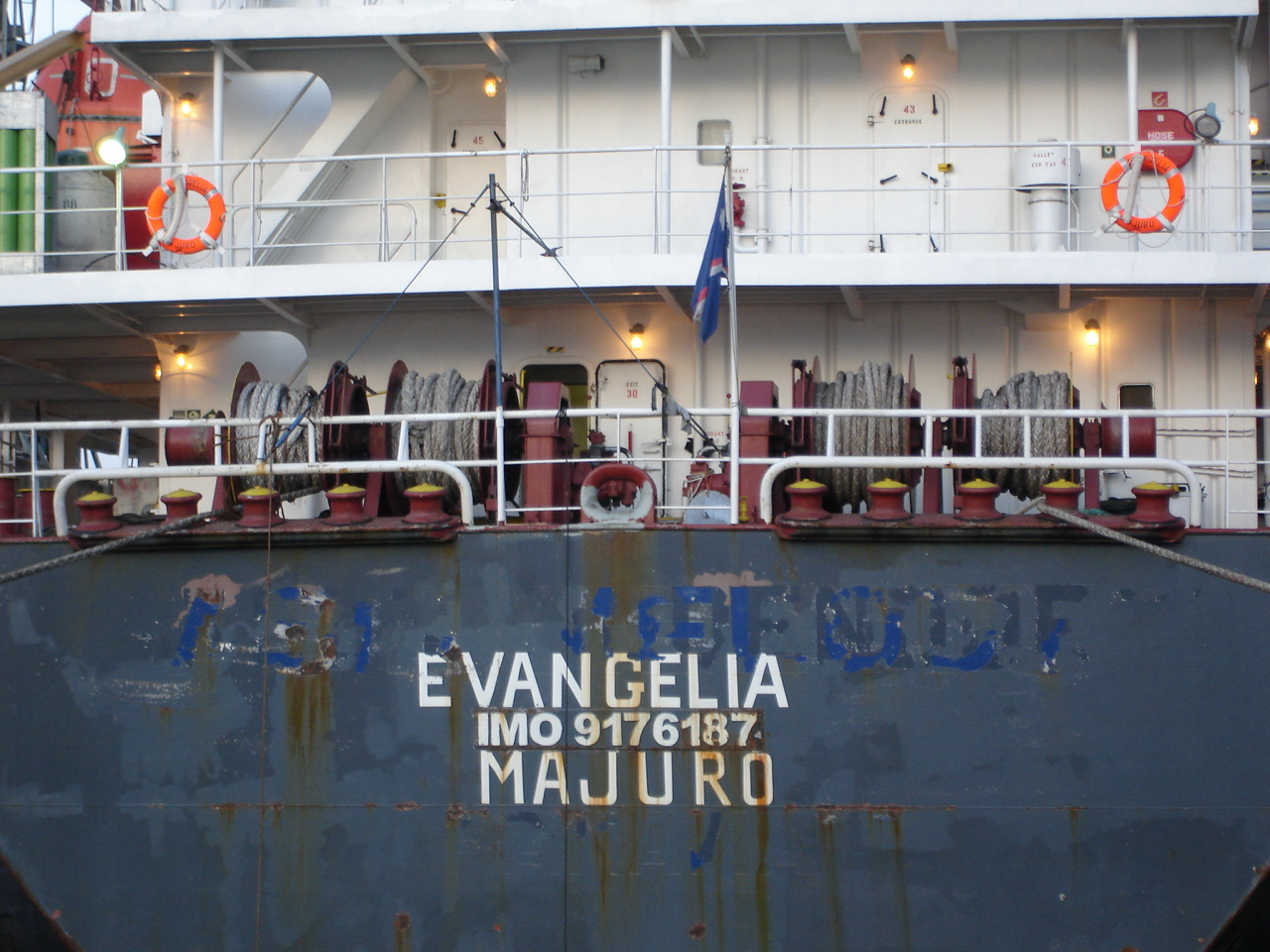
IMO auf der Evangelia, 2007.

Die IMO-Nummer ist eine unverwechselbare Kennung für Schiffe, Reedereien und Schiffseigentümer. IMO-Nummern wurden von der Internationalen Seeschifffahrts-Organisation (IMO) eingeführt, um die Sicherheit auf den Meeren zu verbessern und Betrug zu reduzieren. Sie bestehen aus den drei Buchstaben IMO und sieben Ziffern nach der International Convention for the Safety of Life at Sea (SOLAS). Sie ist ein wichtiges System im Bereich der Schiffsnummern.

## Geschichte
Die Entstehung der IMO-Nummern ist mit der Geschichte IMO-Organisation seit der Gründung 1948 verbunden. 1958 traten die ersten Regelwerke in Kraft, der Beschluss A.600 (15), um das IMO-Schiffsidentifikationsnummernsystem einzuführen wurde erst 1987 gültig. Die sichtbare Schiffskennzeichnung nach dem IMO-Schiffsnummernschema für SOLAS-Unterzeichner und seit 1996 für Passagier- und Frachtschiffe ab einer bestimmten Größe obligatorisch und gilt seit 2013/2017 freiwillig für verschiedene andere Schiffe.

## Regelwerk

### IMO-Resolution (1987)
1987 verabschiedete die IMO die Resolution A.600(15) zur „Verbesserung der Sicherheit im Seeverkehr und der Verhütung von Meeresverschmutzung und die Verhütung von Schiffsbetrug“, nach der jedem Schiff eine ständig bleibende Identifikationsnummer zugewiesen wurde.
Die IMO-Nummer bleibt während ihrer gesamten Lebensdauer mit dem Schiffskörper verbunden, unabhängig von Namensänderungen, Änderung der Flagge oder einem Wechsel der Besitzer.
Die IMO übernahm die bestehenden siebenstelligen Zahlen, die seit 1969 vom Lloyd’s Register für Schiffe verwendet wurden und die auf die sechsstelligen Nummern aus dem Jahr 1963 zurückgingen.

### SOLAS-Verordnung (1994)
Die SOLAS-Verordnung XI/3 wurde 1994 beschlossen und trat am 1. Januar 1996 in Kraft. Sie macht die Pflicht für IMO-Nummern verbindlich.
Die IMO-Nummer war zu vergeben an Frachtschiffe mit einer Bruttoraumzahl (BRZ) von mindestens 300 und an Passagierschiffe mit einer Bruttoraumzahl von mindestens 100. Nach der SOLAS-Konvention gelten Schiffe als Frachtschiffe, wenn sie nicht Passagierschiffe sind.

### Freistellung der Kennzeichnung für bestimmte Wasserfahrzeuge
Nicht angewendet wird das Schema auf: (Vergl. Zusatznotiz „Circular letter No.1886/Rev.5“)
- Fischereifahrzeuge
- Schiffe ohne mechanischen Antrieb
- Freizeit-Yachten
- Spezialschiffe, z. B. Feuerschiffe, SAR-Schiffe
- Schuten
- Tragflächenboote, Luftkissenfahrzeuge
- Schwimmdocks
- Kriegsschiffe, Truppentransporter und sonstige Hilfsschiffe der jeweiligen Seestreitkräfte

(Sie führen stattdessen meist die Identifikationskennzeichnungen der jeweiligen Seestreitkräfte.
Die Kennzeichen und Namen von Schiffen der Deutschen Marine sind im deutschen nationalen Schiffsnummernverzeichnis aufgelistet.)
- Schiffe aus Holz

### Verbesserungen der Sicherheit 2002
Im Dezember 2002 verabschiedete die Diplomatic Conference on Maritime Security eine Reihe von Maßnahmen zur Verbesserung der Sicherheit von Schiffen und Hafenanlagen.
Die SOLAS-Verordnung XI-1/3 legte fest, dass die Schiffsidentifikationsnummern dauerhaft an einer sichtbaren Stelle entweder am Schiffsrumpf oder an der Aufbauten an Bord angebracht und auf den Schiffszertifikaten genannt werden müssen. Passagierschiffe sollten die Markierung auch auf den horizontalen Flächen tragen, erkennbar aus der Luft.

### Regeln für Unternehmen und Eigentümer 2005
Im Mai 2005 verabschiedete die IMO eine neue SOLAS-Verordnung XI-1/3-1 über das obligatorische Erfassen von Verwaltungsgesellschaften und Eigentümer, das am 1. Januar 2009 in Kraft trat.
Andere Änderungen sahen vor, dass diese Nummern zu den entsprechenden Zertifikaten und Dokumenten nach dem International Safety Management Code (ISM) und nach dem International Ship and Port Facility Security Code (ISPS) eingetragen werden.

## Vergabe
Die IMO-Nummern für Schiffe, Firmen und Eigentümer werden von IHS Markit (früher Lloyd’s Register-Fairplay) vergeben. Für neue Wasserfahrzeuge wird die Nummer generell bei der Kiellegung vergeben. Für Schiffe, die nicht unter die Pflicht fallen, darunter auch die Fischereifahrzeuge und gewerbliche Yachten, werden die Nummern ebenso von Lloyd’s Register oder IHS Markit vergeben.

## Aufbau der Nummer
Eine IMO-Nummer besteht aus den drei Buchstaben „IMO“ gefolgt von einer siebenstelligen Zahl. Die siebte Ziffer ist eine Prüfziffer.
Die Bildung der Prüfziffer geschieht durch Aufsummieren der Produkte der ersten sechs Ziffern mit einem Faktor von 2 bis 7 entsprechend ihrer Position von rechts nach links. Die rechte Ziffer dieser Summe ist die Prüfziffer.
Zum Beispiel für IMO 9074729:
(9 × 7) + (0 × 6) + (7 × 5) + (4 × 4) + (7 × 3) + (2 × 2) = 139 → 9 = Prüfziffer.